# Abdelmajid Chetali
Abdelmajid Chetali (arabe : عبد المجيد الشتالي) né le 4 juillet 1939 à Sousse, est un footballeur international et entraîneur tunisien.
Il est considéré comme l'un des personnages qui ont façonné la légende de l'Étoile sportive du Sahel. En équipe nationale, il dispute 70 matchs avec la sélection nationale et marque quatre buts. Il participe également aux Jeux olympiques d'été de 1960.
En tant qu'entraîneur, il dirige l'équipe nationale lors de sa toute première participation à la coupe du monde en 1978, durant laquelle la Tunisie est la première équipe africaine à remporter un match en battant le Mexique, obligeant ainsi la FIFA à augmenter le nombre de places africaines dans la compétition à deux. Au cours de sa carrière, il dirige aussi la sélection bahreïnienne et son club.

## Biographie

### Joueur
Fils d'une famille de footballeurs, il commence sa carrière sportive comme jeune joueur de quartier à la Corniche puis rejoint en 1957 l'Étoile sportive du Sahel (ESS) au poste de milieu de terrain et capitaine d'équipe. Il est titularisé pour la première fois en équipe nationale par l'entraîneur yougoslave Milan Kristić au poste de demi-offensif (entre le milieu offensif et l'avant-centre) et s'impose dans l'entrejeu tunisien.
Il participe aux Jeux olympiques d'été de 1960, mais son équipe perd tous ses matchs et il n'inscrit aucun but. En 1961, il participe aux éliminatoires pour la coupe d'Afrique des nations 1962 et qualifie la Tunisie face au Nigeria en égalisant à l'extérieur avec un but à la 65e minute, mais il rate la phase finale de la compétition, victime comme quelques-uns de ses coéquipiers d'une crise de paludisme. Il participe néanmoins à la coupe d'Afrique des nations 1963 après avoir disputé et perdu la finale des Jeux de l'Amitié, à Dakar, face au Sénégal,. Mais l'équipe tunisienne est rapidement éliminée et ne réussit rien de réellement valable.
Lors de la coupe d'Afrique des nations 1965 organisée en Tunisie, il est capitaine de la sélection. Son équipe réussit une belle compétition avant d'atteindre la finale face au Ghana le 21 novembre. Il y inscrit un but, qui permet à la Tunisie d'égaliser, mais le Ghana remporte finalement la compétition en prolongation.

### Entraîneur
Il quitte l'ESS en 1968 et y revient en tant qu'entraîneur de 1970 à 1975. Il remporte un championnat (1971-1972), une coupe du Maghreb des clubs champions (1972) et deux coupes (1973-1974 et 1974-1975). Diplômé de l'Institut supérieur de Cologne[Quoi ?] (Allemagne) en 1974, il est appelé en janvier 1975 pour entraîner l'équipe nationale. Lors de la coupe d'Afrique des nations 1978, son équipe est valeureuse mais quitte la compétition avec une exclusion de deux ans de la CAN pour comportement antisportif.
Toutefois, l'équipe parvient à se qualifier pour la première fois pour la phase finale de la coupe du monde, en 1978, devenant la première équipe africaine à gagner un match (contre le Mexique par 3 buts à 1). Néanmoins, son équipe ne passe pas le premier tour. car, après cette victoire, les Tunisiens perdent leur second match face à la Pologne par 1 but à 0. Ils font ensuite match nul avec l'Allemagne sur un score vierge. Mais cette relative bonne performance permet au continent africain de bénéficier d'une place supplémentaire pour la coupe du monde 1982, avec désormais deux places.
Il redevient provisoirement entraîneur de l'ESS durant quelques semaines à la fin 2004, remplaçant Mrad Mahjoub contraint à la démission après l'élimination de l'ESS en demi-finale de la coupe de Tunisie.

### Consultant
Il occupe un poste de consultant sportif pour la chaîne de télévision américaine ESPN depuis 1998. Chetali réussit à s'imposer comme l'un des meilleurs consultants arabes et un chroniqueur fort apprécié de la télévision tunisienne. En effet, il est l'un des premiers arabes à analyser un match de football sur un écran de télévision après avoir introduit un modèle de terrain sur lequel se trouvent des poupées de joueurs. Il analyse ainsi trois coupes du monde, quatre coupes d'Afrique des nations, deux coupes asiatiques, trois Copa América ainsi que les championnats d'Italie, d'Espagne, d'Angleterre et la Ligue des champions de l'UEFA.
En mars 2007, il est nommé conseiller technique auprès de la Fédération d'Arabie saoudite de football.

## Palmarès

### En tant que joueur
- Étoile sportive du Sahel :

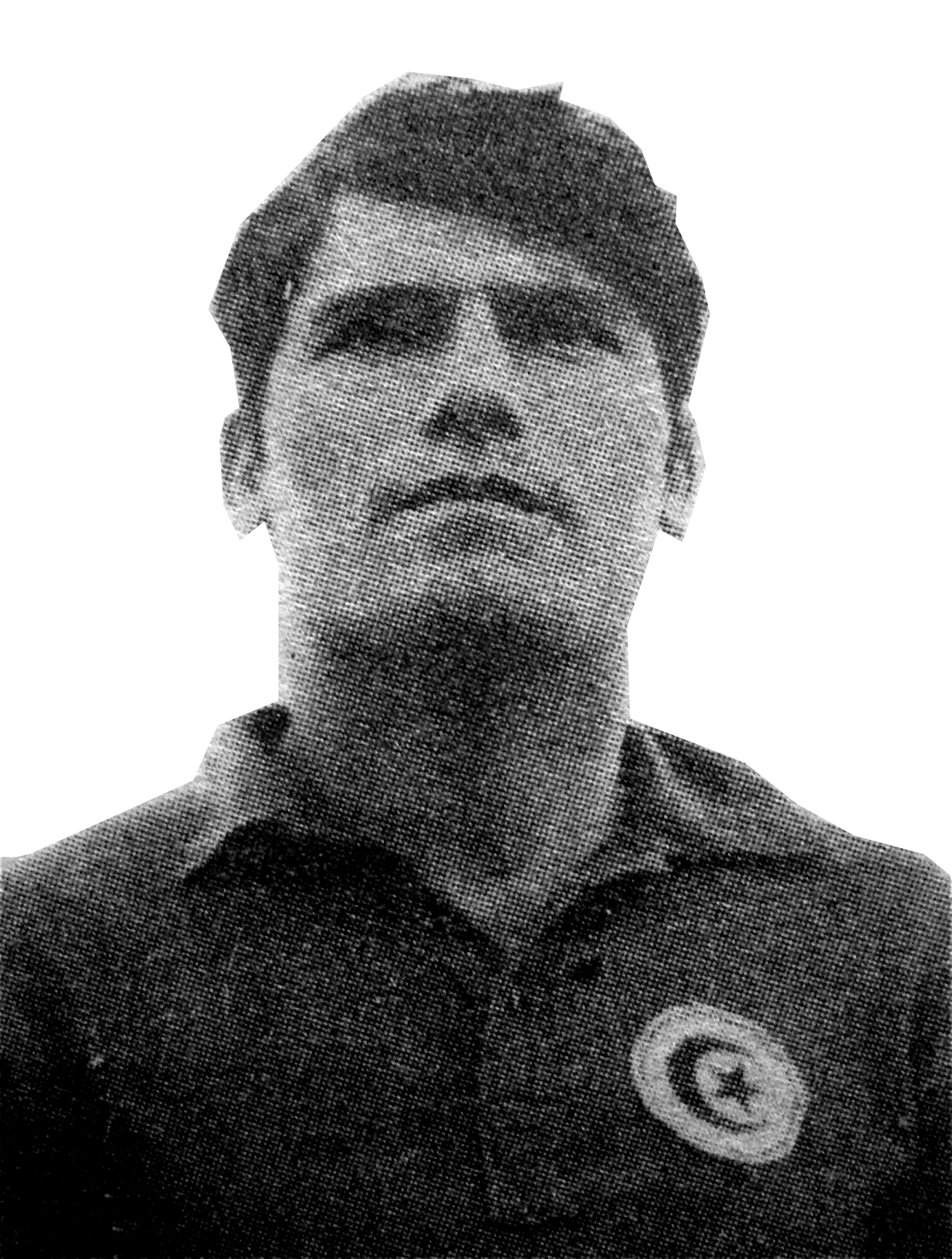
Chetali avec l'équipe de Tunisie en 1960.

  - Championnat de Tunisie : 1958, 1963, 1966
  - Coupe de Tunisie : 1959, 1963
- Équipe de Tunisie :
  - Coupe arabe des nations : 1963

### En tant qu'entraîneur
- Étoile sportive du Sahel :
  - Championnat de Tunisie : 1972
  - Coupe de Tunisie : 1974, 1975
  - Coupe du Maghreb des clubs champions : 1973
  - Coupe du Maghreb des vainqueurs de coupe : 1975
- Équipe de Tunisie :
  - Coupe de Palestine des nations : 1973

## Décorations
En 2012, il est décoré des insignes de commandeur de l'ordre national du Mérite de Tunisie.